# ないしょダンス
『ないしょダンス』は、渋谷すばるの楽曲。2023年1月11日にWorld artから6作目の配信限定シングルとして配信リリースされた。

## 概要
- 前作『Stir』から約1か月振りのリリース[注 1]。
- 本曲は滝藤賢一主演のラビットハウス・丸壱動画配給映画『ひみつのなっちゃん。』の主題歌である[3][13][5]。
  - ソロとしては約8年振り、独立後初の映画主題歌である[注 2]。
  - 自身が映画の主題歌を書き下ろすのは初である[16][17]。
  - 同映画の脚本・監督の田中和次朗とプロデューサーの中野剛からオファーを受け、渋谷が脚本を読んで感銘を受けたことで、同映画のために書き下ろした楽曲となっている[3][5][6][8][9]。
  - 同映画への起用に対して、渋谷は「監督と話をさせて頂いたり、台本を読んだりして、曲をつくりました。楽しんで頂けると嬉しいです!」とコメントした[2][13][6]。
- 2022年に開催された自身のライブツアー『渋谷すばる LIVE TOUR 2022 二歳と1328日』などで、本曲が先行披露されていた[3][4][18][19][8]。
- 2022年10月20日、本曲が使用された同映画の予告映像が公開された[20][21][22][8]。
- 2023年1月11日、本曲が自身の6作目の配信限定シングルとして配信リリースされた[7][8][9][10]。
- 同日、自身の新しいアーティスト写真と本曲のスポット映像が公開された[23][24]。
- 2023年8月16日に発売された1stミニアルバム『ALPACA 5』で、本曲がCDに初収録された[25][26][27]。

## 制作
映画『ひみつのなっちゃん。』で脚本・監督を務めた田中和次朗が、同作で映画初脚本および初監督であり、様々なことが初めてで手探りな状態であったため、東映のプロデューサーに「主題歌をどういう方にお願いすべきか」などを相談したところ、第一声で渋谷の名前が挙がり、田中も直感で「良いな!」と思ったという。
オファーを受けた渋谷は、「台本を読んだ時点で凄く景色が見えた」「書きたいと思える事が凄く見えた」「書きたいって言う初期衝動みたいなものに凄く押された感じ」と語っており、田中と会う前に受け取った台本を読んだ瞬間に、頭の中にすぐ曲が浮かび、その衝動のまま即座に本曲のデモテープを作り上げた。そのため、原曲が完成したのが2021年夏頃であったが、新型コロナウイルス「COVID-19」の影響で同映画の撮影スケジュールが後ろ倒しになったことで、本曲を制作し始めたタイミングでは映画自体はまだ完成前であり、映画の映像を観ずに台本だけで制作を行った。
渋谷と田中が初めて対面した時点で、田中は本曲のデモテープを事前に聴いてる状況であり、田中が映画の流れを伝えると、すぐに渋谷がそれを受けた最終的なアレンジを固めるという流れで、とても早いペースで楽曲が仕上がっていったという。
田中との話し合いの中で、当初のデモテープから、ラストサビの「今度は一緒に踊りましょう」の一箇所のみ歌詞の変更があったという。当初は「あの世で一緒に踊りましょう」という、それ以前のサビの歌詞と同様であったが、田中から「同映画の主人公・バージンが自分の年齢を気にして、昔みたいに踊れない自分自身の殻を破れなくなっている」という話を聞き、バージンが「最後に踊るのか踊らないのか」という展開上のことや、「郡上八幡のお祭りは、いつも地元の人達が、観光に来てくれた人達や知らない人達にも踊りを優しく教えてくれて、みんなで一緒に踊る」という田中のエピソードを聞き、更に自身のツアーが新型コロナウイルスの影響で中止となり、ライブが開催出来ない時期があったことも重なり、「今、こうして生まれて生きているこの世界で一緒に踊ろう」と伝えるために、最終的に「あの世」ではなく、「今度」となった。
本曲を制作するにあたり、田中が同映画で初の映画作品の脚本・監督を務めることが「凄く大きな要素の1つ」と語っており、そのことに熱い初期衝動を感じ、「今回は爆発力のあるバンドサウンドで、勢いよくロックンロールに仕上げるのが良いんじゃないか」と渋谷自身の中でインスピレーションを築き上げていった。また、映画が凄くテンポ良く進んでいくため、「疾走感のある曲」にすることを思い付き、「（葬式のシーンでも）悲しいというより、凄く大切な事を伝えながらも、いつの間にかのめり込んでいて、最後まで楽しい気持ちを持ち続けて見れる映画」と感じ、「軽快なバンドサウンドのロックンロール」に仕上げた。尚、この段階では田中との話し合いを行う前であり、渋谷はあくまでも本曲は「監督とこの映画（『ひみつのなっちゃん。』）のもの」と考えていたため、もし田中が「もうちょっとこういうテイストの曲の方が良い」などと言われたら、またゼロから楽曲を作り直したり、意見を出し合う中で最終的に「全く違うものになっていっても良い」と考えながら制作していた。
また、同映画の主人公・バージンの様に意識が自分の方向にしか向いていない人の「外に向けて放つ熱の破壊力が凄い」という点が、台本を読んだ際に伝わってきたことからも本曲の制作のイメージが生み出されたという。
本曲の歌詞は、単に"映画への書き下ろし"というだけではなく、"映画のストーリーと自身の人生が色濃くリンクしている"楽曲となっており、歌詞の「縮こまったミラーボールから確かに聞こえたんだ 飛び出して来いよ いつでも待ってるぜ」は、自身も「聞こえた」と語っており、本曲の制作において「本当に違和感なく、自分の中にすんなり入って来た感覚だった」「本当に自分のことの様に感じるくらい共感出来た」と語っている。
本曲の様な主題歌などのタイアップに対する書き下ろし楽曲の制作は、決められたテーマに向けて制作していくため、楽曲のイメージが出来るのは凄く早いが、歌詞に関しては、「自分とは全くかけ離れた内容」や「作品の言葉」として考えていく場合があるため、制作に時間がかかることがあるという。しかし、渋谷曰く「どれだけ自分のテイストを入れながら（タイアップ作品に）寄り添えるか」という感覚で制作に取り組んでいるため、タイアップの無い自身のアルバム収録曲などを制作するよりもワクワク感の様な楽しさがあり、「自分になり過ぎない様に寄り添わせるのが楽しい」と語っている。

## 評価
- 本曲が主題歌として起用された映画『ひみつのなっちゃん。』で主演を務めた滝藤賢一は、「（映画を）試写で観た後に『ないしょダンス』の音源を貰ってからずっと聴いているんだけど、本当に好きで。何回もリピートして聴いている」「試写で初めて最後に流れたのを聴いたとき、"カッコイイ! 痺れるね! 最高だね!"って声出しちゃった」と本曲を評価しており、同映画の役作りに関しても、「『ないしょダンス』を（同映画で）演じる前に聴かせて貰っていたら、またちょっと演じ方が変わっていたかもしれない」とコメントしている[28]。
- 同映画で脚本・監督を務めた田中和次朗は、「初めて『ないしょダンス』のデモを聴いた時は率直な感想として"最高だな"」と評価しており[16]、「最後の『ないしょダンス』を聴き終わって、劇場を出る時に、（映画を）観る前と後では、ちょっと目の前の景色が変わっている、みたいな、そんな風に思って頂けたら嬉しい」と、映画との親和性について期待を寄せている[30]。

## チャート成績
- オリコンチャート
  - 2023年1月11日付の「オリコンデイリー デジタルシングル（単曲）ランキング」で初登場19位を獲得した[1]。

## 収録曲
1. ないしょダンス - [3:40]
作詞・作曲・編曲：渋谷すばる
  - ラビットハウス・丸壱動画配給映画『ひみつのなっちゃん。』主題歌 [3][4][5]

## 収録作品

### アルバム
- 1stミニアルバム『ALPACA 5』

### 映像作品

#### ライブ映像
- 4thライブDVD『babu会 vol.2 2023.05.06 @Zepp Namba』
- 5thライブBlu-ray『渋谷すばる LIVE TOUR 2024「Lov U」』